# 7,65 × 53,5 mm
Die Patrone 7,65 × 53,5 mm ist auch unter den Bezeichnungen 7,65 mm Mauser M 89/10, 7,65 × 53 Belgisch oder 7,65 Argentinien bekannt. Sie wurde als erste Patrone mit Nitropulverladung von Mauser 1889 entwickelt und zusammen mit den Fertigungsrechten nach Belgien verkauft.

## Varianten

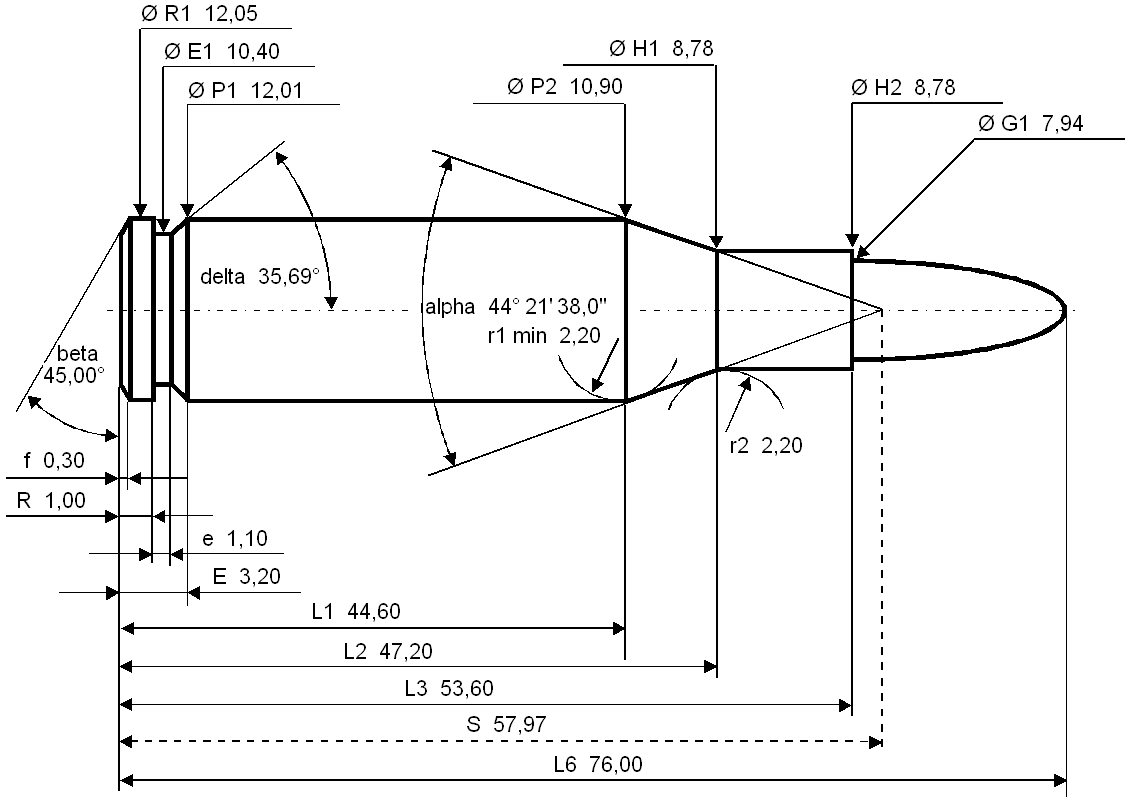
7,65 × 53,5 mm, alle Maße in Millimetern (mm).

Die Ursprungsversion der Patrone hatte ein 14,1 g schweres Rundkopfgeschoss, das mit einer 2,4-g-Ladung eine v0 von 600 m/s erreichte. 1909 wurde die Patrone auf ein 10 g schweres Spitzgeschoss umgestellt, das mit 3 g Pulver eine Mündungsgeschwindigkeit von bis zu 820 m/s erreichte. In dieser Form wurde die Patrone als M 89/10 1910 bei der belgischen Armee eingeführt und in deren Gewehren, Karabinern und Maschinengewehren verwendet.

## Nutzerstaaten
- Belgien (1889)
- Türkei (1890)
- Argentinien (1891)
- Bolivien (1891)
- Ecuador (1891)
- Kolumbien (1891)
- Peru (?)